# Сокоренко, Александр Николаевич
Алекса́ндр Никола́евич Сокоре́нко (укр. Олександр Миколайович Сокоренко; род. 23 февраля 1976, Харьков) — украинский футболист, вратарь, футбольный тренер. Родился в Харькове (Украина). 
С одиннадцати лет начал заниматься футболом в харьковской ДЮСШ № 13, у тренера Виктора Луттера.

## Клубная карьера
Выступал за команды: 
«Море» (Феодосия) сезон 1993/1994
«Чайка» (Севастополь) сезон 1994—1999
В 1994 году подписал свой первый профессиональный контракт с севастопольской «Чайкой» и дебютировал за команду 26 марта 1994 года в домашнем матче с кировоградской «Звездой-НИБАС».
«Таврия», сезон 1999/2000 
В 1999 году был приглашён в симферопольскую «Таврию», в составе которой вскоре дебютировал в высшей лиге чемпионата Украины.
«Титан» сезон 2000/2001
Аренда
«Крымтеплица».
Аренда
С 2004 по 2012 годы являлся игроком клуба «Севастополь». Летом 2012 года завершил карьеру футболиста.
С августа 2014 года работает помощником главного тренера клуба СКЧФ (Севастополь). После присоединения Крыма к России принял российское гражданство.

## Достижения
- Победитель Первой лиги Украины: 2009/10
- Победитель Второй лиги Украины: 2006/07